# هابیل خالد
هابیل خالد (انگلیسی: Abel Khaled؛ زادهٔ ۹ نوامبر ۱۹۹۲) بازیکن فوتبال اهل فرانسه است.
از باشگاه‌هایی که در آن بازی کرده‌است می‌توان به باشگاه فوتبال استاد برستوا ۲۹ اشاره کرد.